# Дейлемитский язык
Дейлемитский язык, также известный как дайлами или дейлами (перс. دیلمی‎ от названия региона Дайлам) — вымерший язык, предок современного талышского языка, принадлежавший к северо-западной ветви иранских языков. Был распространен в северном Иране, особенно в горных районах провинций Гилян, Мазендеран и Казвин. 
Лингвист Парвиз Нател-Ханлари относил дейлемитский к иранским диалектам, на которых говорили в IX—XIII веках. Средневековый арабский географ Истахри писал об этом языке. Географ Аль-Мукаддаси писал, что «у них непонятный язык, и они часто используют фонему кхе /х/». Абу Исхак ас-Саби дал похожее описание людей, обитавших в высокогорье Дайлам и говоривших на другом языке. Согласно Вильферду Маделунгу, в ранний исламский период дейлемиты говорили на северо-западном иранском языке. Одной из характеристик этого языка было добавление звука ī между согласными и ā (Lāhījān = Līāhījān, Amīrkā = Amīrkīā).